# 巴士站

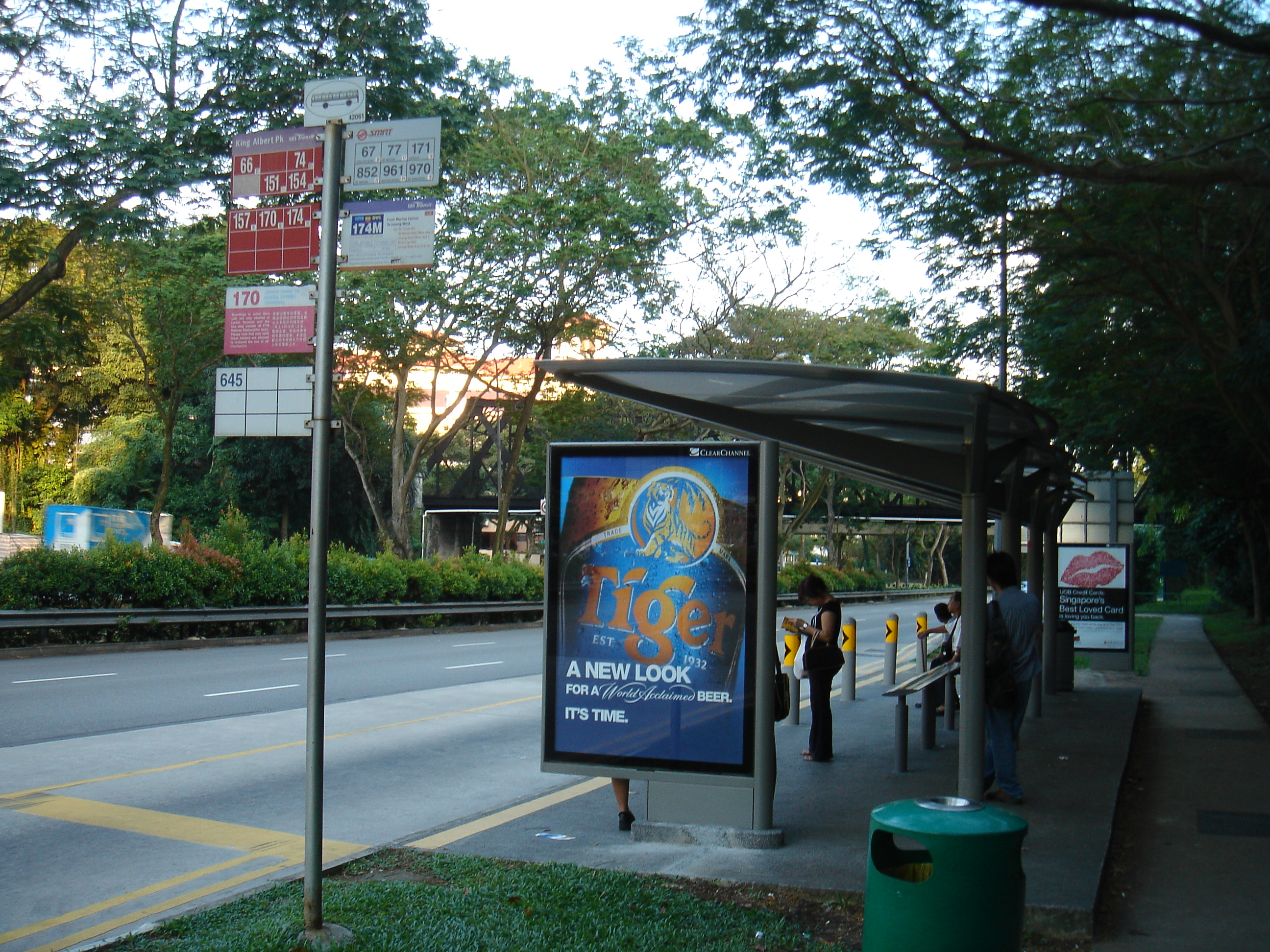
新加坡的巴士站牌

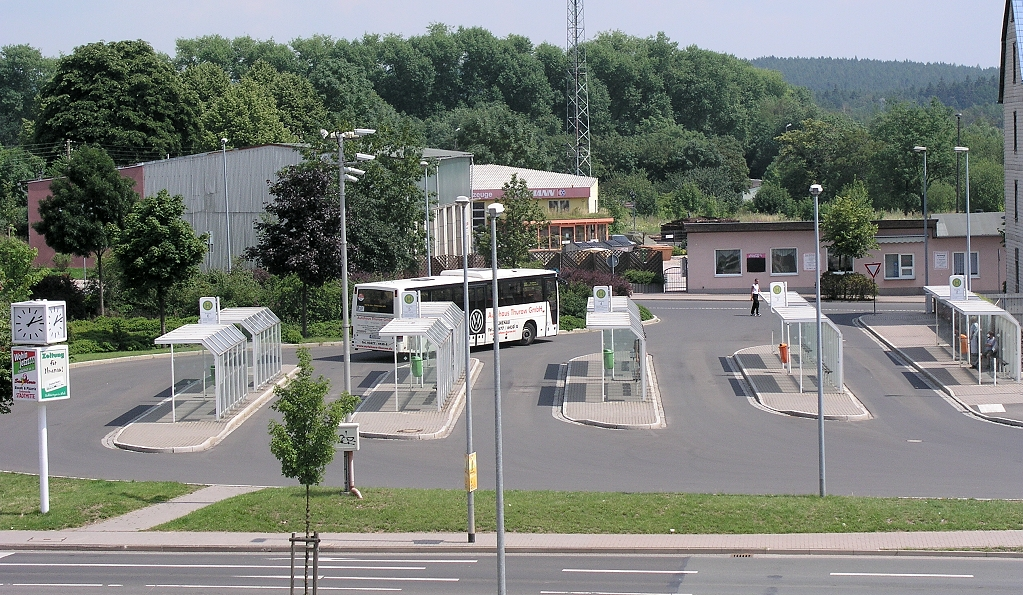
在伊爾默瑙的巴士站

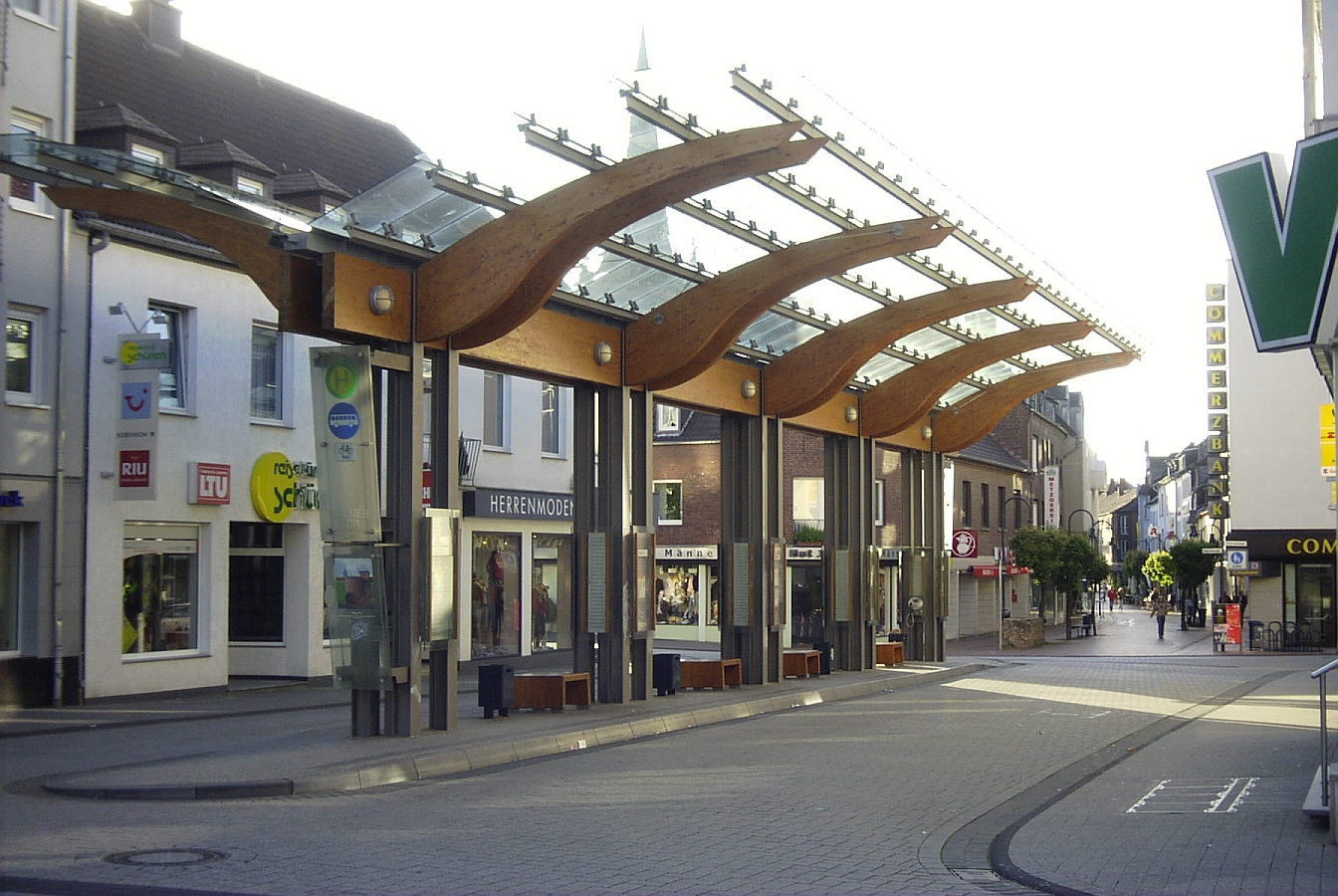
在埃爾克倫茨的巴士站

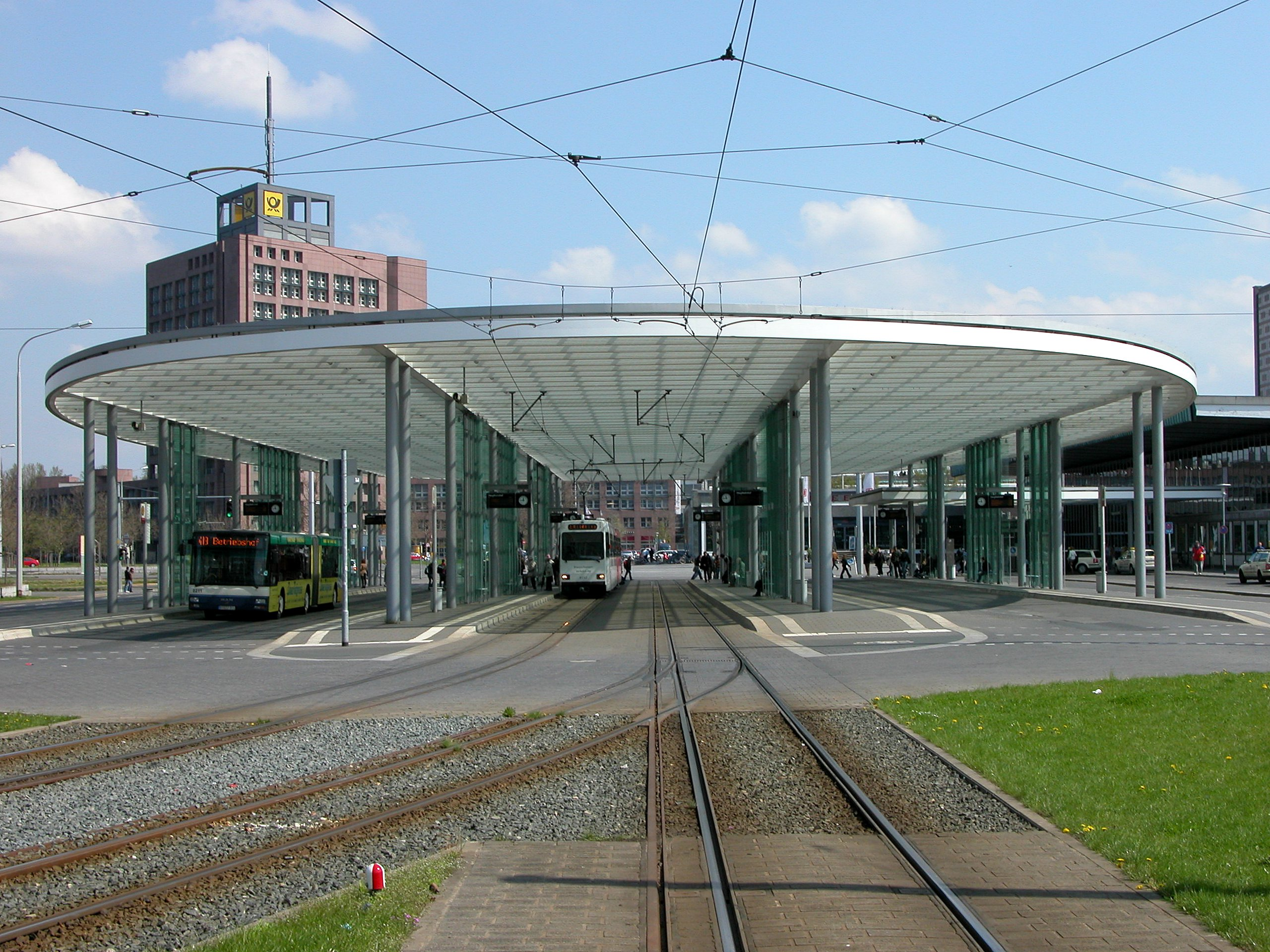
在布倫瑞克火車總站大街的巴士站（轉車站）

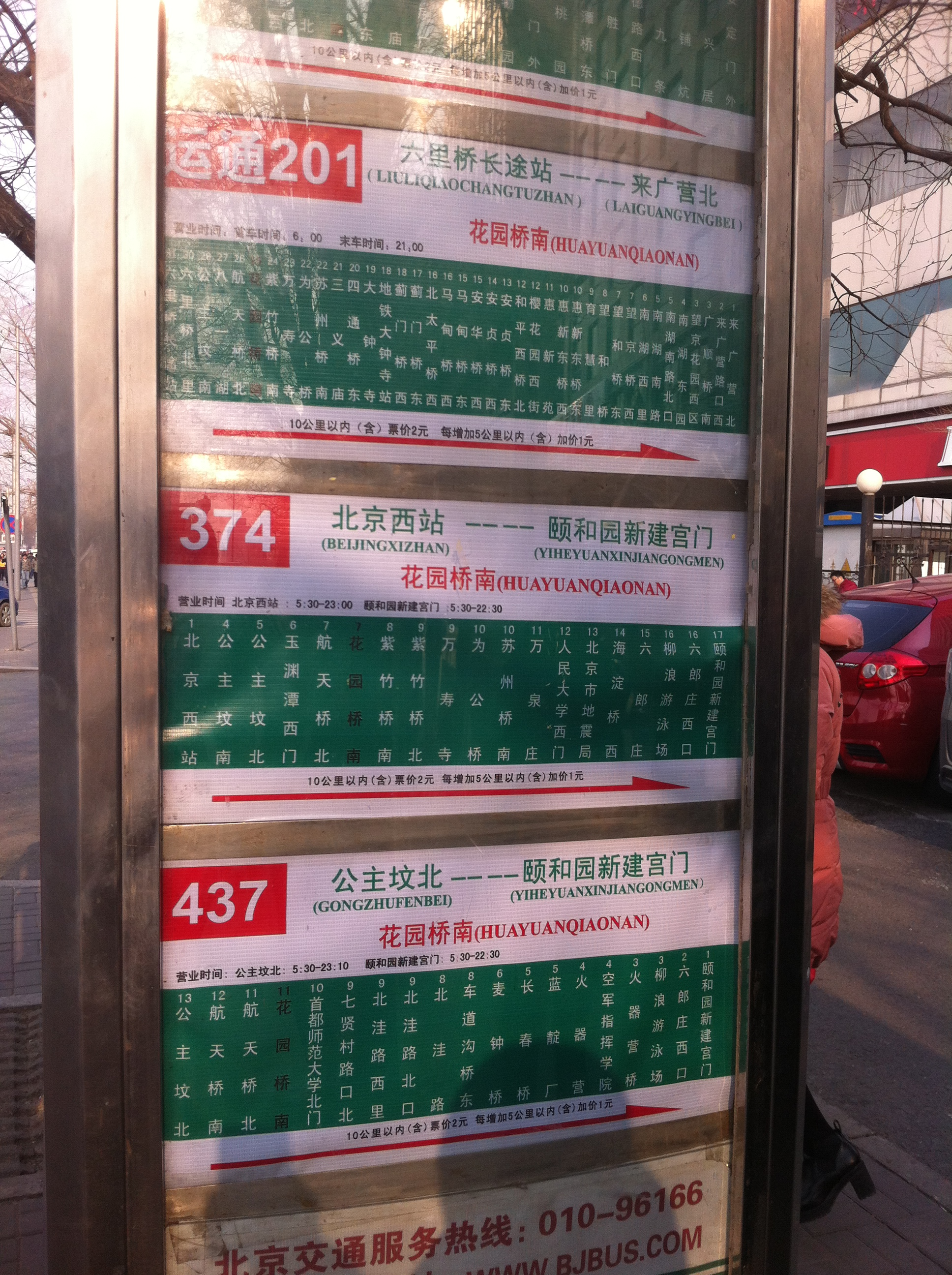
北京花园桥南公車站牌，站牌上标有各站的公里数

堪培拉贝尔康嫩区的公交站

巴士站，即巴士停靠点（英語：bus stop）是公車在行駛路線起訖點、或行駛途中停頓上下乘客的地點。通常仅作为公车线路的中途站即停即走，也不设有专门的站房和平行的站台。
巴士停靠点通常豎有一站牌，顯示途經路線，亦有些停靠点会有蓋候車亭。一些設施齊全的巴士站可能會有建築物、售票處、公廁、電子顯示版顯示下一班車到達時間、甚至雜貨店、商場、旅館、停車場等。而一個較完善的巴士站必需設有一般是顯示巴士路線號數的站牌、行車時間表和路線圖。

## 分类
巴士站可以分為多種：
- 中间站：街道、行人路上中途站，是兩個终点站之間的小分站、可能有有蓋候車亭。一些沒有站牌的上落地点亦被稱為招呼站、临时站或黑站。
- 换乘站（或稱转车站、轉乘站、轉換站、轉運站）：至少有兩條巴士路線交匯的車站，或稱公共運輸交匯處。